# L'Absie
L'Absie (en poitevin L'Assi) est une commune du Centre-Ouest de la France située dans le département des Deux-Sèvres, en région Nouvelle-Aquitaine.

## Géographie

### Situation
L'Absie est située à l'ouest du département des Deux-Sèvres dans la Gâtine poitevine, et proche des limites de la Vendée dans le Haut-Bocage vendéen.
L’altitude allant de 168  à   256 m sur le massif granitique de la commune, l’altitude moyenne est de 212 m, la mairie se situant à 240 m d'altitude.
Il s'agit du bourg le plus élevé des Deux-Sèvres ; la Vendée y prend sa source en contrebas, à quelques minutes à pied de la place de la mairie, en descendant vers Saint-Paul-en-Gâtine.
Le territoire municipal de la commune s'étend sur 1 302 hectares (13,02 km2).
La commune est située au croisement des axes Niort-Cholet et La Roche-sur-Yon-Poitiers, elle occupe une position centrale au sein d'un triangle formé par les trois villes de Parthenay à 28 km, Bressuire à 25 km et Fontenay-le-Comte à 26 km.

### Localisation et communes limitrophes
|                      | La Chapelle-Saint-Étienne | Largeasse         |
| Saint-Paul-en-Gâtine | L'Absie                   | Vernoux-en-Gâtine |
|                      | Scillé                    |                   |

### Voies de communication et transports
L'Absie est desservie en autocars par le réseau Tréma (ligne 118) et par la ligne 13 du réseau régional.

### Climat
Le climat qui caractérise la commune est qualifié, en 2010, de « climat océanique altéré », selon la typologie des climats de la France qui compte alors huit grands types de climats en métropole. En 2020, la commune ressort du même type de climat dans la classification établie par Météo-France, qui ne compte désormais, en première approche, que cinq grands types de climats en métropole. Il s’agit d’une zone de transition entre le climat océanique, le climat de montagne et le climat semi-continental. Les écarts de température entre hiver et été augmentent avec l'éloignement de la mer. La pluviométrie est plus faible qu'en bord de mer, sauf aux abords des reliefs.
Les paramètres climatiques qui ont permis d’établir la typologie de 2010 comportent six variables pour les températures et huit pour les précipitations, dont les valeurs correspondent à la normale 1971-2000. Les sept principales variables caractérisant la commune sont présentées dans l'encadré ci-après.
| Paramètres climatiques communaux sur la période 1971-2000 - Moyenne annuelle de température : 11,1 °C - Nombre de jours avec une température inférieure à −5 °C : 2,3 j - Nombre de jours avec une température supérieure à 30 °C : 3,5 j - Amplitude thermique annuelle : 14,7 °C - Cumuls annuels de précipitation : 1 023 mm - Nombre de jours de précipitation en janvier : 13,5 j - Nombre de jours de précipitation en juillet : 7,5 j |

Avec le changement climatique, ces variables ont évolué. Une étude réalisée en 2014 par la Direction générale de l'Énergie et du Climat complétée par des études régionales prévoit en effet que la  température moyenne devrait croître et la pluviométrie moyenne baisser, avec toutefois de fortes variations régionales. Ces changements peuvent être constatés sur la station météorologique de Météo-France la plus proche, « Vernoux-en-Gati », sur la commune de Vernoux-en-Gâtine, mise en service en 1971 et qui se trouve à 5 km à vol d'oiseau,, où la température moyenne annuelle est de 11,7 °C et la hauteur de précipitations de 1 044,5 mm pour la période 1981-2010.
Sur la station météorologique historique la plus proche, « Niort », sur la commune de Niort, mise en service en 1958 et à 35 km, la température moyenne annuelle évolue de 12,5 °C pour la période 1971-2000 à 12,5 °C pour 1981-2010, puis à 12,8 °C pour 1991-2020.

## Urbanisme

### Typologie
Au 1er janvier 2024, L'Absie est catégorisée commune rurale à habitat dispersé, selon la nouvelle grille communale de densité à sept niveaux définie par l'Insee en 2022.
Elle est située hors unité urbaine et hors attraction des villes,.

### Occupation des sols
L'occupation des sols de la commune, telle qu'elle ressort de la base de données européenne d’occupation biophysique des sols Corine Land Cover (CLC), est marquée par l'importance des territoires agricoles (64,3 % en 2018), une proportion sensiblement équivalente à celle de 1990 (64,4 %). La répartition détaillée en 2018 est la suivante : 
zones agricoles hétérogènes (34,1 %), forêts (28,6 %), terres arables (20,8 %), prairies (9,4 %), zones urbanisées (5,4 %), zones industrielles ou commerciales et réseaux de communication (1,7 %). L'évolution de l’occupation des sols de la commune et de ses infrastructures peut être observée sur les différentes représentations cartographiques du territoire : la carte de Cassini (XVIIIe siècle), la carte d'état-major (1820-1866) et les cartes ou photos aériennes de l'IGN pour la période actuelle (1950 à aujourd'hui).

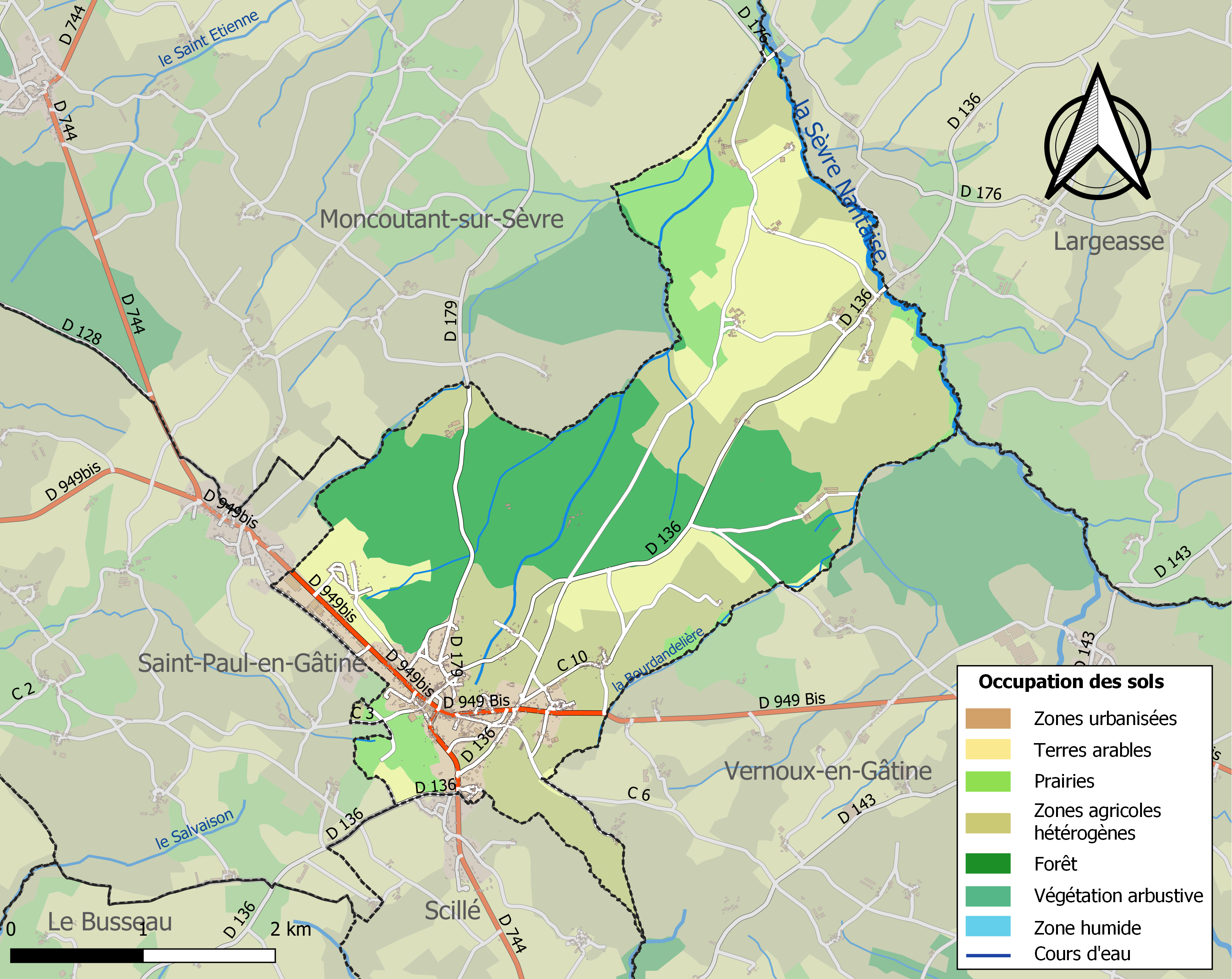
Carte des infrastructures et de l'occupation des sols de la commune en 2018 (CLC).

### Risques majeurs
Le territoire de la commune de l'Absie est vulnérable à différents aléas naturels : météorologiques (tempête, orage, neige, grand froid, canicule ou sécheresse), inondations, mouvements de terrains et séisme (sismicité modérée). Il est également exposé à un risque technologique, le transport de matières dangereuses, et à un risque particulier : le risque de radon. Un site publié par le BRGM permet d'évaluer simplement et rapidement les risques d'un bien localisé soit par son adresse soit par le numéro de sa parcelle.

#### Risques naturels
Certaines parties du territoire communal sont susceptibles d’être affectées par le risque d’inondation par débordement de cours d'eau, notamment la Sèvre Nantaise et le Saumort. La commune a été reconnue en état de catastrophe naturelle au titre des dommages causés par les inondations et coulées de boue survenues en 1982, 1983, 1999 et 2010,.

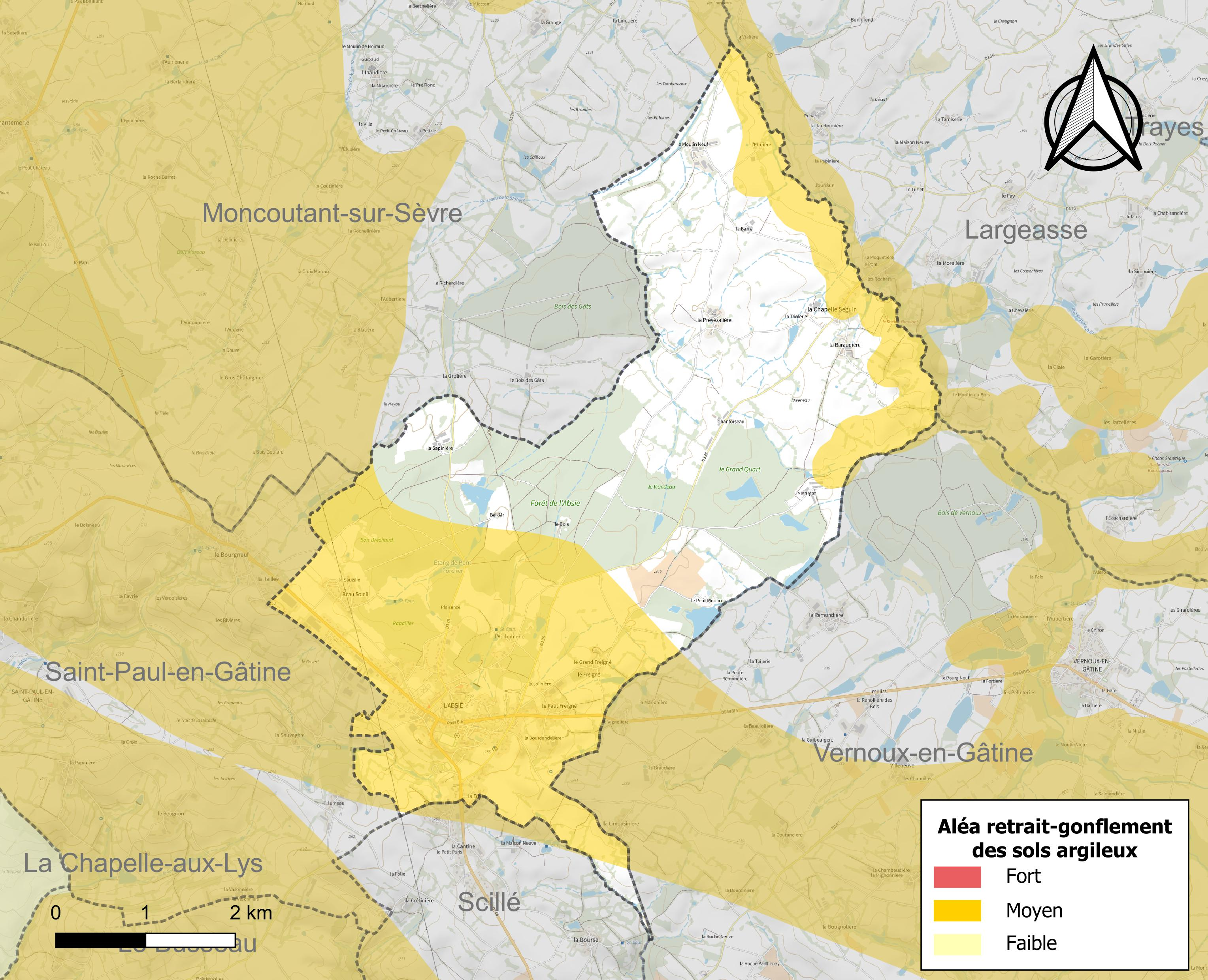
Carte des zones d'aléa retrait-gonflement des sols argileux de l'Absie.

Les mouvements de terrains susceptibles de se produire sur la commune sont des tassements différentiels. Le retrait-gonflement des sols argileux est susceptible d'engendrer des dommages importants aux bâtiments en cas d’alternance de périodes de sécheresse et de pluie. 46,1 % de la superficie communale est en aléa moyen ou fort (54,9 % au niveau départemental et 48,5 % au niveau national). Depuis le 1er octobre 2020, en application de la loi ELAN, différentes contraintes s'imposent aux vendeurs, maîtres d'ouvrages ou constructeurs de biens situés dans une zone classée en aléa moyen ou fort,.
La commune a été reconnue en état de catastrophe naturelle au titre des dommages causés par des mouvements de terrain en 1999 et 2010.

#### Risque particulier
Dans plusieurs parties du territoire national, le radon, accumulé dans certains logements ou autres locaux, peut constituer une source significative d’exposition de la population aux rayonnements ionisants. Selon la classification de 2018, la commune de l'Absie est classée en zone 3, à savoir zone à potentiel radon significatif.

## Toponymie
Attestée sous la forme Absia en 1120.
Du latin abbatia, « abbaye », « monastère ayant à sa tête un abbé ».

## Histoire
C'est un lieu de passage de deux voies romaines.
Un ermitage installé par Pierre de Bunt est remplacé par une abbaye bénédictine fondée vers 1120 par saint Giraud de Salles, par privilège d’Aliénor d'Aquitaine.
Au début du XIIIe siècle, les moines de L'Absie ont participé à l'assèchement du marais Poitevin. L'abbaye a beaucoup souffert de la guerre de Cent Ans. Au XVe siècle, les abbés d'Appelvoisin ont reconstruit l'abbatiale.
Du XIVe au XVIIe siècle, l'abbaye a dépendu de l'évêché de Maillezais ; elle passe dans l'évêché de La Rochelle à partir du XVIIe siècle.
Autrefois moins importante que La Chapelle-Seguin, L'Absie est devenue le chef-lieu de la commune le 14 juillet 1836, sur ordonnance du roi Louis-Philippe.

## Politique et administration

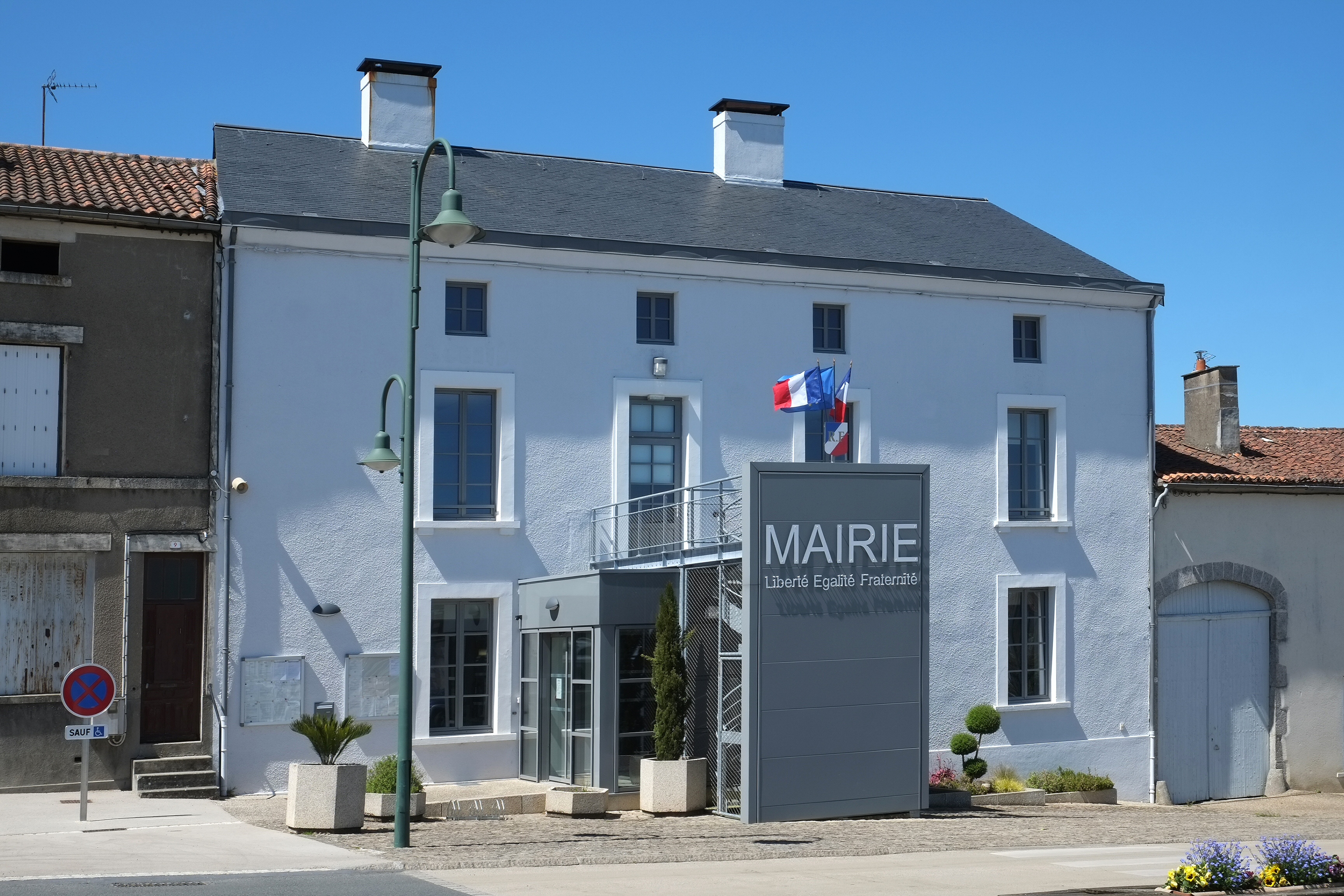
La mairie.

### Réalisations sous les mandats de Raymond Migaud
Raymond Migaud a été maire de L'Absie de 1941 à 1973. En 1945, il décide de faire construire une salle des fêtes. En 1954, le conseil municipal décide que les habitants de la commune s'appelleront les « Absiens ». En 1956, il fait réaliser un collège sur l'emplacement des anciennes écoles primaires. Raymond Migaud a décidé de faire construire un bureau de poste le 27 novembre 1964. Il a été inauguré en 1968. En 1962, la construction d'un stade municipal est votée. En 1975, le nouveau collège de L'Absie est inauguré, il est nommé Raymond Migaud en son honneur.

## Démographie
L'évolution du nombre d'habitants est connue à travers les recensements de la population effectués dans la commune depuis 1793. Pour les communes de moins de 10 000 habitants, une enquête de recensement portant sur toute la population est réalisée tous les cinq ans, les populations de référence des années intermédiaires étant quant à elles estimées par interpolation ou extrapolation. Pour la commune, le premier recensement exhaustif entrant dans le cadre du nouveau dispositif a été réalisé en 2004.

En 2022, la commune comptait 1 078 habitants, en évolution de +14,56 % par rapport à 2016 (Deux-Sèvres : +0,18 %, France hors Mayotte : +2,11 %).
| 1793 | 1800 | 1806 | 1821 | 1831 | 1836 | 1841  | 1846  | 1851  |
| ---- | ---- | ---- | ---- | ---- | ---- | ----- | ----- | ----- |
| 400  | 532  | 529  | 683  | 801  | 890  | 1 031 | 1 132 | 1 116 |

| 1856  | 1861  | 1866  | 1872  | 1876  | 1881  | 1886  | 1891  | 1896  |
| ----- | ----- | ----- | ----- | ----- | ----- | ----- | ----- | ----- |
| 1 214 | 1 361 | 1 355 | 1 396 | 1 506 | 1 549 | 1 621 | 1 676 | 1 668 |

| 1901  | 1906  | 1911  | 1921  | 1926  | 1931  | 1936  | 1946  | 1954  |
| ----- | ----- | ----- | ----- | ----- | ----- | ----- | ----- | ----- |
| 1 652 | 1 616 | 1 496 | 1 335 | 1 256 | 1 251 | 1 283 | 1 286 | 1 269 |

| 1962  | 1968  | 1975  | 1982  | 1990  | 1999  | 2004  | 2006  | 2009  |
| ----- | ----- | ----- | ----- | ----- | ----- | ----- | ----- | ----- |
| 1 325 | 1 331 | 1 371 | 1 342 | 1 255 | 1 096 | 1 055 | 1 012 | 1 041 |

| 2014 | 2019  | 2022  | - | - | - | - | - | - |
| ---- | ----- | ----- | - | - | - | - | - | - |
| 949  | 1 052 | 1 078 | - | - | - | - | - | - |

## Culture locale et patrimoine

### Lieux et monuments
- Église Notre-Dame de L'Absie. Abbatiale de l'ancienne Abbaye Notre-Dame de l'Absie, l'église actuelle présente une unique longue nef qui s'achève par un chœur plat à une seule travée. Haute de plus de 16 mètres, la nef est coupée par un transept débordant et couverte de voûtes gothiques. Le clocher supprimé au début du XIXe siècle a été reconstruit vers 1865-1870. À l'intérieur, des peintures murales datant de la fin du Moyen Âge représentent l'une la crucifixion, l'autre la messe de saint Grégoire « Le Grand ». L'église est classée aux monuments historiques depuis 1932. Subsiste entre autres de cet ensemble l'ancien logement du prieur (propriété privée), long bâtiment rectangulaire à toiture à deux pentes dont deux portes (une est datée de 1630) sont surmontées de blasons martelés, probablement lors de la Révolution de 1789 ; parmi les éléments de décor intérieur d'origine, la chambre lambrissée dite « du Prieur » au manteau de cheminée orné de petites peintures religieuses anciennes, un escalier central à rampes  droites à balustres plats et plusieurs portes en bois mouluré à doubles battants ; la propriété close de murs possède un grand vivier maçonné et un étang.
- Jardin des Abiès : ce jardin de 2,5 hectares unique en son genre, permet de voir quelque 70 variétés d'Abiès depuis le sapin des Vosges jusqu'au sapin de Corée. La culture d'essences originales telles que conifères et plantes acidophiles exigeantes en eau est rendue possible grâce à un microclimat particulier.
- Salle Polyvalente des Halles.

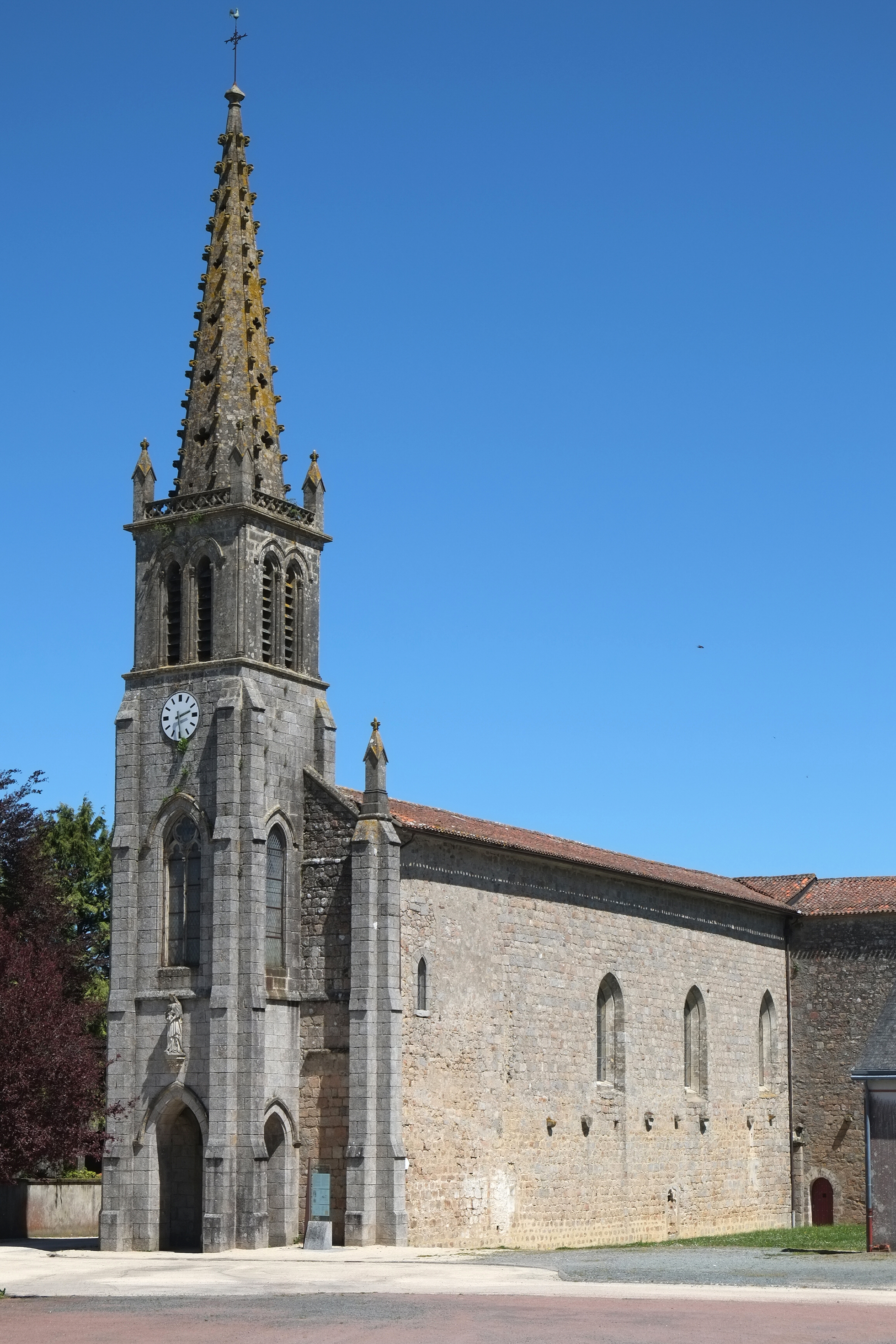
L'église abbatiale Notre-Dame.
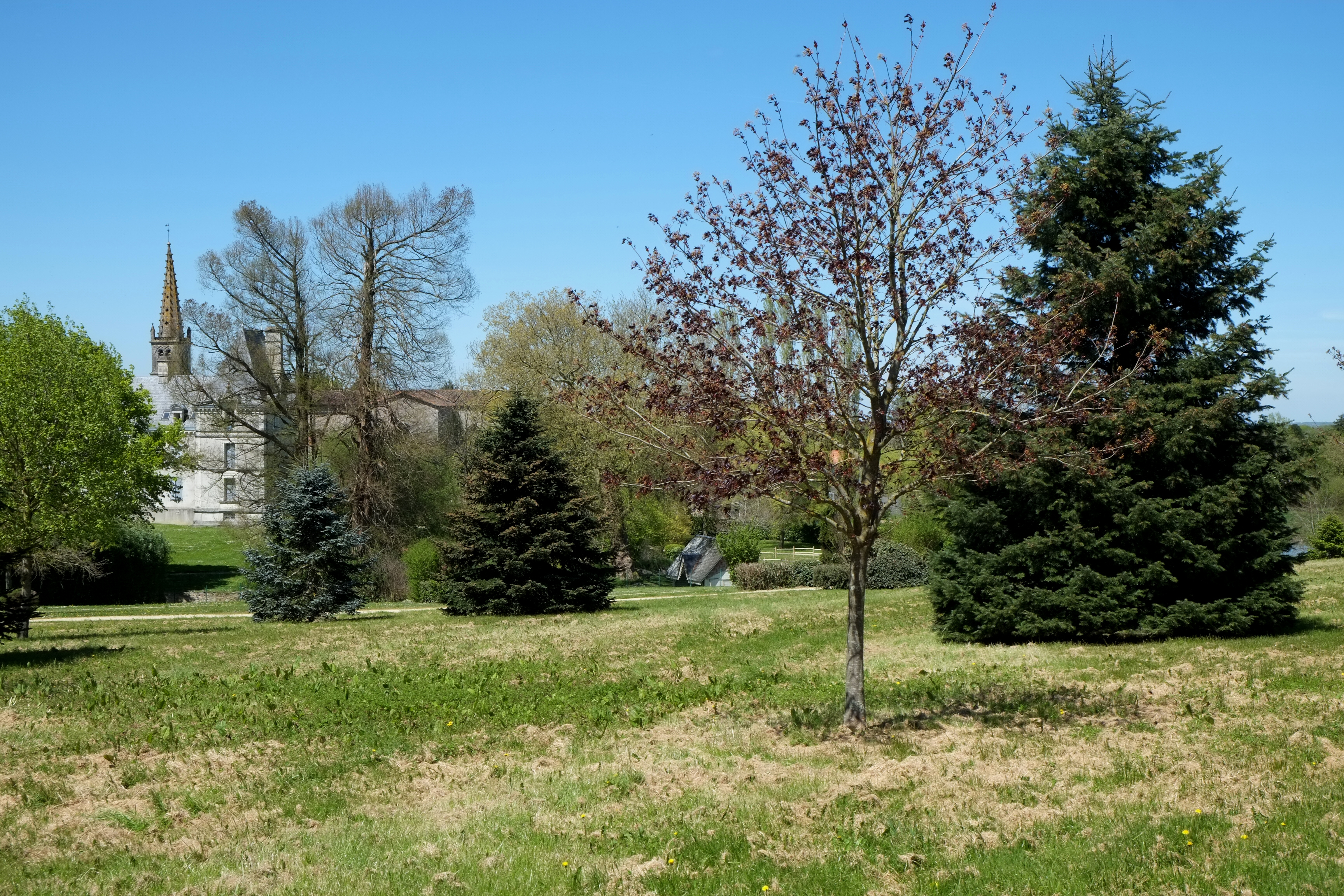
Le jardin des Abiès.
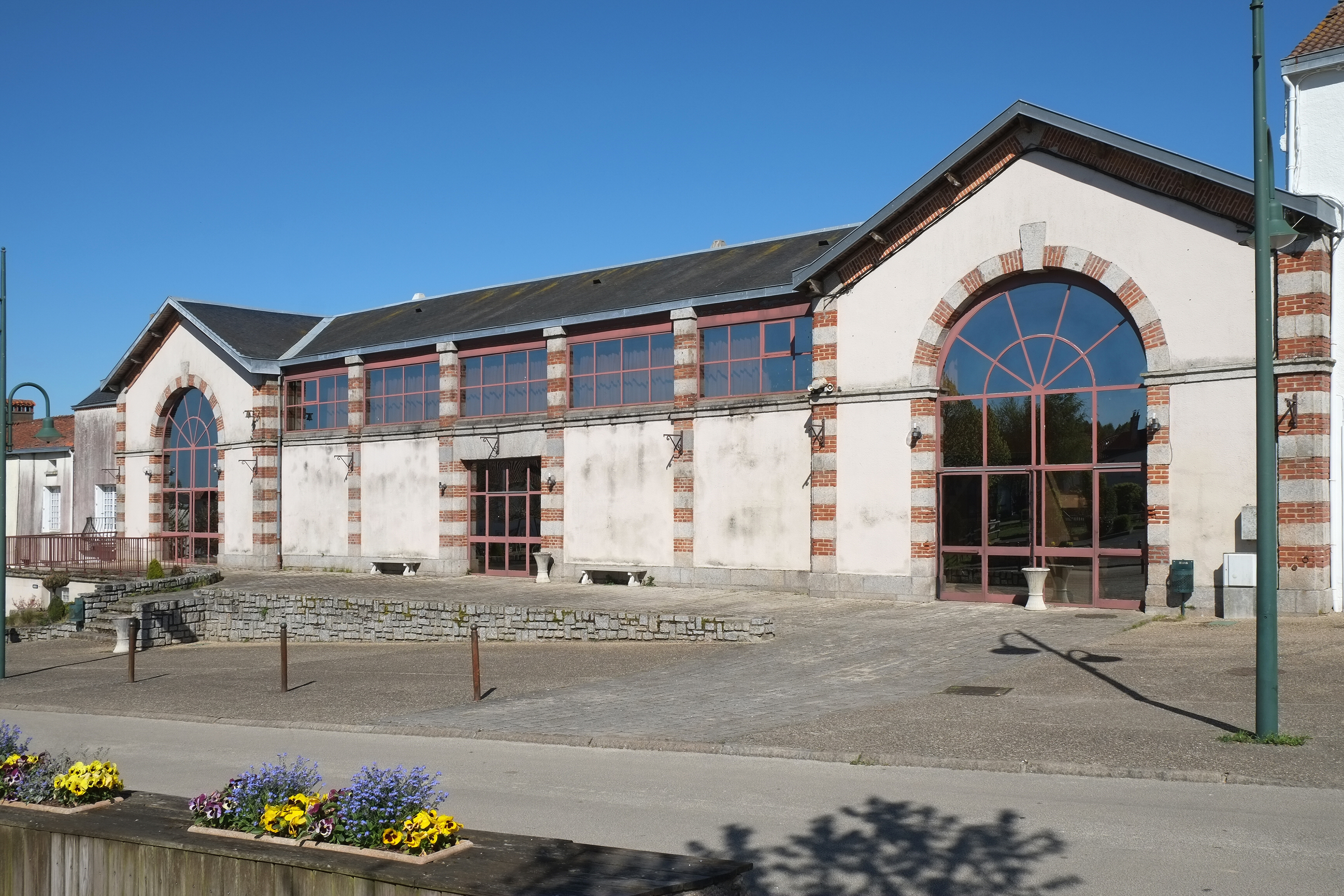
Salle polyvalente des Halles.

### Personnalités liées à la commune
- Émile Taudière (1890-1967), député et industriel sous la Troisième République, qui vécut dans le château ;
- André Perrin (1941), footballeur, né à L'Absie ;
- Jacques Hondelatte (1942-2002), architecte reconnu, né à L'Absie ;

- Jean Sunny (1928-2007), cascadeur, enterré au cimetière de L'Absie ;
- Louis Garaud, avocat aux Conseils, fils d'un professeur de Droit qui fut doyen de la faculté de Poitiers ; époux de Marie-France Garaud (née à Poitiers en 1934), femme politique qui fut proche du juriste et homme politique Jean Foyer, conseillère de Georges Pompidou, puis forma avec Pierre Juillet, le duo de « mentors » du jeune Jacques Chirac.

### Héraldique
| Blason de L'Absie | Blason  | « De gueules à la herse d'or. »                  |
| Blason de L'Absie | Détails | Le statut officiel du blason reste à déterminer. |